# ニック・カサヴェテス
ニック・カサヴェテス（Nick Cassavetes、本名：Nicholas David Rowland Cassavetes、1959年5月21日 - ）は、アメリカ合衆国出身の映画監督・脚本家・俳優。ニューヨーク出身。

## 人物
映画俳優・監督のジョン・カサヴェテスと女優のジーナ・ローランズの息子。幼い頃から父親の作品に子役として出演し、俳優として活動していたがあまり目立った作品はない。1996年に母親を主演に据えた『ミルドレッド』で監督デビューして以来、監督業で評価を得ている。ヘザー・ウォールクィストとは公私にわたるパートナーであるが、2017年時点では別居しており娘を妻に誘拐される事件が起きている。

## 主な作品

### 出演
- こわれゆく女 A Woman Under the Influence （1974年）
- マスク Mask （1984年）
- 処刑ライダー Wraith （1986年）
- ブラックライダー Black Moon Rising （1986年）
- デルタフォース3 Delta Force 3: The Killing Game （1991年）
- ミセス・パーカー/ジャズエイジの華 Mrs. Parker and the Vicious Circle （1994年）
- フェイス/オフ Face/Off （1997年）
- ノイズ The Astronaut's Wife （1999年）
- ハングオーバー!! 史上最悪の二日酔い、国境を越える The Hangover Part II （2011年）
- プリズナーズ・オブ・ゴーストランド Prisoners of the Ghostland （2021年）
- クイーンピンズ Queenpins (2021年)

### 監督・脚本
- ミルドレッド Unhook the Stars （1996年） 監督・脚本
- シーズ・ソー・ラヴリー She's So Lovely （1997年） 監督
- ブロウ Blow （2001年） 脚本
- ジョンQ John Q （2002年） 監督
- きみに読む物語 The Notebook （2004年） 監督
- アルファ・ドッグ 破滅へのカウントダウン Alpha Dog （2006年） 監督・脚本
- 私の中のあなた My Sister's Keeper （2009年） 監督・脚本
- イエロー  Yellow  （2012年） 監督・脚本
- ダメ男に復讐する方法 The Other Woman （2014年） 監督
- 神は銃弾 God Is a Bullet （2023年） 監督・脚本